# Lijst van afleveringen van SpongeBob SquarePants

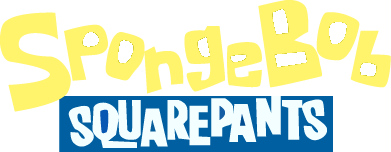

Dit is een lijst met afleveringen van SpongeBob SquarePants, een populaire animatieserie op Nickelodeon. De serie begon op 1 mei 1999 en was 20 jaar later, in 2019, bezig met haar twaalfde seizoen.

## Seizoenen
| Seizoen | Aantal productie afleveringen | Aantal segment afleveringen | Aflevering (Verloop) | Seizoensperiode                   |
| ------- | ----------------------------- | --------------------------- | -------------------- | --------------------------------- |
| 1       | 20                            | 41                          | 1-20                 | 1 mei 1999 – 3 maart 2001         |
| 2       | 20                            | 39                          | 21-40                | 20 oktober 2000 – 26 juli 2003    |
| 3       | 20                            | 37                          | 41-60                | 5 oktober 2001 – 11 oktober 2004  |
| 4       | 20                            | 38                          | 61-80                | 6 mei 2005 – 24 juli 2007         |
| 5       | 20                            | 41                          | 81-100               | 19 februari 2007 – 19 juli 2009   |
| 6       | 26                            | 47                          | 101-126              | 3 maart 2008 – 5 juli 2010        |
| 7       | 26                            | 50                          | 127-152              | 19 juli 2009 – 11 juni 2011       |
| 8       | 26                            | 47                          | 153-178              | 26 maart 2011 – 23 maart 2012     |
| 9       | 26                            | 49                          | 179-204              | 21 juli 2012 – 20 februari 2017   |
| 10      | 11                            | 22                          | 205-215              | 15 oktober 2016 – 2 december 2017 |
| 11      | 26                            | 50                          | 216-241              | 24 juni 2017 – 25 november 2018   |
| 12      | 26                            | 48                          | 242-267              | 11 november 2018 – 29 april 2022  |
| 13      | 26                            | 52                          | 268-293              | 22 oktober 2020 – 1 november 2023 |
| 14      | 13                            | 21                          | 294-306              | 2 november 2023 - 2 december 2024 |
| 15      | 13                            | 26                          | 307-319              | 24 juli 2024 - 20 juni 2025       |
| 16      | 13                            | 22                          | 320-332              | 27 juni 2025 - TBA                |

## Films
| Titel                                    | Premiere                  | Geschreven door                                                                       | Geregisseerd door  |
| ---------------------------------------- | ------------------------- | ------------------------------------------------------------------------------------- | ------------------ |
| The SpongeBob SquarePants Movie          | 19 november 2004          | Derek Drymon, Tim Hill, Stephen Hillenburg, Kent Osborne, Aaron Springer, Paul Tibbit | Stephen Hillenburg |
| The SpongeBob Movie: Sponge Out of Water | 6 februari 2015           | Wirin Games, Glenn Berger                                                             | Paul Tibbitt       |
| The SpongeBob Movie: Sponge on the Run   | 4 maart 2021 (Paramount+) | Tim Hill                                                                              | Tim Hill           |